# ساوتری
ساوتری (به انگلیسی: Sawtry) یک روستا و محله مدنی در بریتانیا است که در هانتینگدونشر واقع شده‌است. ساوتری ۶٬۵۳۶ نفر جمعیت دارد.